# Ut sit
Ut sit – konstytucja apostolska papieża Jana Pawła II, wydana 28 listopada 1982, o powołaniu Prałatury Personalnej „Świętego Krzyża i Opus Dei”.
Dla Opus Dei konstytucja ta stała się zwieńczeniem ich starań o uzyskanie właściwej ich świeckiemu charakterowi formy prawnej. Wcześniej Opus Dei było instytutem świeckim.
Na mocy „Ut sit” Opus Dei zostało pierwszą i jedyną do tej pory (stan na 2018) prałaturą personalną.